# Tuscarora pipeline
Tuscarora pipeline — трубопровід, споруджений для поставок природного газу із хабу Малін (штат Орегон) у південно-східному напрямку до Невади.
В 1995 році компанія TransCanada, що постачає ресурс до Маліну через Gas Transmission Northwest, спорудила як його продовження газопровід з кінцевою точкою у Wadsworth на заході Невади (неподалік від столиці штату Карсон-сіті та міста Ріно). Трубопровід завдовжки 305 миль (в тому числі 229 основна ділянка) виконано з труб діаметром 500 мм. Він має пропускну здатність до 6,5 млрд.м3 на рік, що забезпечується роботою трьох компресорних станцій.
У кінцевій точці Tuscarora pipeline має перемичку із Paiute pipeline, який транспортує газ з району Скелястих гір далі на захід в Каліфорнію. Крім того, з 2011 року на вихідну точку в хабі Малін також почав надходити газ із хабу Опал у Скелястих горах (Ruby pipeline).